# ای‌فورتک
ای‌۴تک یا اِی‌فورتک (به انگلیسی: A4Tech) یک شرکت تایوانی طراحی و تولید سخت‌افزار رایانه و الکترونیک است که دفتر مرکزی آن در نیو تایپه، تایوان واقع است. شرکت محدود اِی‌فورتک در سال ۱۹۸۷ تأسیس شده‌است و محصولات این شرکت شامل دستگاه‌های جانبی رایانه مانند: صفحه‌کلید، ماوس، وب‌بین رایانه شخصی، هاب، هدست، بلندگوی رایانه و لوازم بازی می‌باشد.